# Chen Haiwei
Chen Haiwei (en chino: 陈海威; Quanzhou, 30 de diciembre de 1994) es un deportista chino que compite en esgrima, especialista en la modalidad de florete.
Ganó tres medallas en el Campeonato Mundial de Esgrima entre los años 2014 y 2023. Participó en los Juegos Olímpicos de Río de Janeiro 2016, ocupando el quinto lugar en el torneo por equipos y el séptimo en la prueba individual.

## Palmarés internacional
| Campeonato Mundial | Campeonato Mundial | Campeonato Mundial | Campeonato Mundial  |
| Año                | Lugar              | Medalla            | Prueba              |
| ------------------ | ------------------ | ------------------ | ------------------- |
| 2014               | Kazán (Rusia)      | Medalla de plata   | Florete por equipos |
| 2015               | Moscú (Rusia)      | Medalla de bronce  | Florete por equipos |
| 2023               | Milán (Italia)     | Medalla de plata   | Florete por equipos |